# Furto di foto di celebrità del 2014

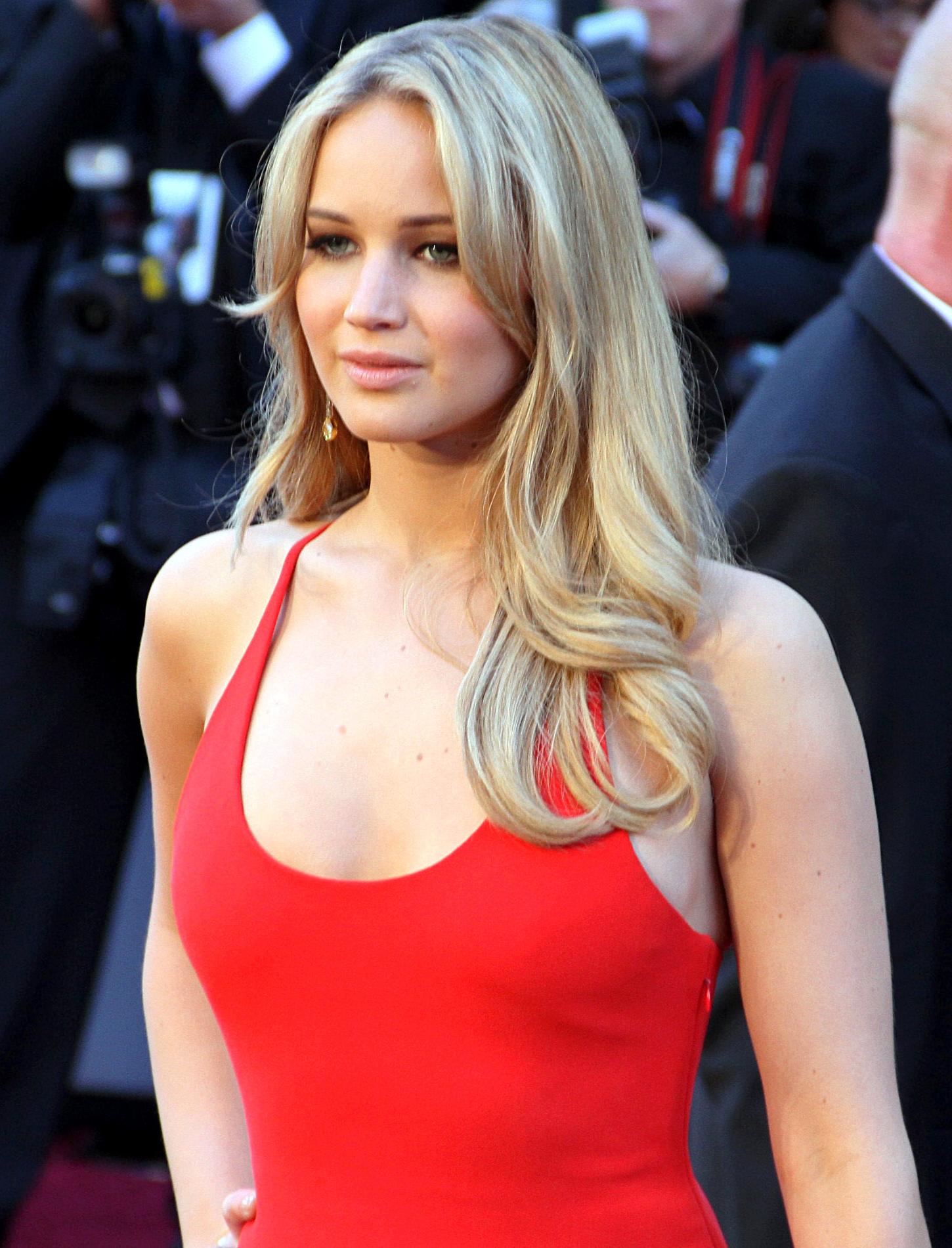
Jennifer Lawrence, una delle vittime

Il Fappening August (derivato dalla fusione della parola fap, masturbazione nello slang americano, e un famoso meme chiamato it's happening ispirato da Ron Paul), o per alcuni CelebGate (chiaro riferimento allo Scandalo Watergate), fu uno scandalo scoppiato negli Stati Uniti il 31 Agosto 2014, quando sono state rubate da iCloud e diffuse in rete alcune immagini private di star e personaggi famosi americani. Lo scandalo ha dato vita a sdegno dell'opinione pubblica e ad un vero e proprio dibattito sull'effettiva privacy consentita dal navigare online.

## La cronologia
Le foto si diffusero tramite scambi privati per circa due settimane, prima di essere pubblicate il 31 Agosto dal sito 4chan. Ben presto si diffuse la notizia che alcune piattaforme iCloud di personaggi americani di spicco erano stati vittime di attacchi massicci da parte di hacker, e violate. Apple chiarisce subito di come non ci fosse stata "nessuna falla del sistema, quanto piuttosto diversi raggiri - tramite phishing - ai danni dei diretti interessati".
Il primo hacker del furto di foto a essere condannato è Ryan Collins, statunitense di 36 anni. È condannato a diciotto mesi di carcere per aver bucato oltre cento profili online di diverse celebrità dando via al noto Celebgate. Stando all'accusa, in meno di due anni, tra il Novembre 2012 e il Settembre 2014, l'uomo è riuscito a ottenere username e password di almeno 50 account di iCloud e 72 di Gmail, tra cui quelli di Jennifer Lawrence, Kirsten Dunst, Kate Upton, di cui ha rubato e foto e video che poi sono finiti online.
Il secondo hacker del furto di foto a essere condannato è Edward Majerczyk, americano di 29 anni. Si dichiara colpevole di aver hackerato gli account iCloud e Gmail di centinaia di utenti, violando le leggi dello stato relative all’accesso non autorizzato ad apparecchi elettronici: grazie al patteggiamento, Majerczyk è condannato inizialmente a 18 mesi di prigione, come l’altro responsabile condannato nel mese di marzo. È uno dei responsabili del furto digitale ed è stato condannato a nove mesi di carcere e al pagamento di un risarcimento da 5700 dollari.
Il terzo hacker del furto di foto a essere condannato è Emilio Herrera, americano di Chicago di 32 anni: Herrera ammette di raccogliere username e password da oltre 550 account di attrici e altre star di Hollywood per 15 mesi, dal 2013 al 2014. Si dichiara colpevole di accesso non autorizzato a un computer protetto per ottenere informazioni quando il caso è spostato nel distretto settentrionale dell'Illinois a Chicago. È condannato a 16 mesi di carcere per aver avuto illegalmente accesso ad oltre 550 account iCloud.
Secondo il suo patteggiamento, Herrera ha detto di aver chiesto, tramite falsi account di sicurezza dei fornitori di servizi Internet, per e-mail le informazioni necessarie per accedere agli account Gmail e Apple Cloud delle celebrità. Tale accesso illegale (che è durato dalla fine di Aprile 2013 alla fine di Agosto 2014) ha permesso a Herrera di visualizzare i file privati e sensibili delle vittime, che includevano foto e video personali.
Il quarto hacker del furto di foto a essere condannato è George Garofano, americano di 26 anni. Garofano era riuscito a entrare in 250 Apple iCloud privati, sia di persone normali che di celebrità, nel corso di un anno e mezzo.
Il quinto hacker del furto di foto a essere condannato è Christopher Brannan, 31 anni ed insegnante di liceo della Virginia. È condannato a 34 mesi di carcere venerdì per aver hackerato i conti di celebrità e altri nel cosiddetto scandalo "Celebgate" di cui Jennifer Lawrence è stata vittima. Si è dichiarato colpevole nel mese di ottobre per furto di identità aggravato e l'accesso non autorizzato a un computer protetto, ed è impostato per iniziare a scontare la sua pena l’1 Aprile.
Brannan è il quinto uomo ad essere condannato per gli hackeraggi. Nel Gennaio 2017, Edward Majerczyk di Chicago, Illinois, è stato condannato a nove mesi di carcere e condannato a pagare 5.700$ per servizi di consulenza per una vittima di celebrità senza nome, riferisce il Chicago Tribune. Emilio Herrera di Chicago, che ha avuto accesso ai conti ma non è stato accusato di aver diffuso informazioni, è stato condannato a 16 mesi nel Marzo 2018. George Garofano del Connecticut è stato condannato a otto mesi di carcere nell'Agosto 2018 dopo essersi dichiarato colpevole di un conteggio di accesso non autorizzato a un computer protetto per ottenere informazioni, e nell'Ottobre 2016, Ryan Collins della Pennsylvania è stato condannato a 18 mesi di carcere.
Oggi si tende a pensare che un gruppo di hacker abbia, in cambio d'un considerevole numero di bitcoin, speso del tempo per indovinare nomi utenti e password private o tendere trappole informatiche ai danni delle vittime. Quali che fossero i mezzi del furto, ben presto altri siti come Imgur e Tumblr condivisero le foto, rendendo il fenomeno virale. A distanza di circa un mese sono diffuse - in tre diverse nuove ondate a cavallo tra Settembre e l'inizio di Ottobre - delle nuove foto delle vittime (ma anche di nuove vittime, come la star di The Big Bang Theory Kaley Cuoco) in quello che è chiamato "Fappening September".
Lo scandalo ha suscitato un dibattito globale sull'effettiva possibilità di mantenere la privacy sulla rete, e la reazione dell'opinione pubblica è stata quella dalla condanna unanime. Lucas Neff ha parlato di "crimine a sfondo sessuale", mentre Lena Dunham è andata oltre invitando gli utenti internet a non cercare e condividere le immagini in quanto "vanno a ledere e ferire per una seconda volta la sensibilità e l'orgoglio delle persone violate". La vip probabilmente più cliccata e violata (sia inteso come del numero degli scatti privati rubati che in base al loro contenuto) è la star di Hunger Games Jennifer Lawrence, che s'è detta ad un'intervista rilasciata per il magazine Vanity Fair "stufa di parlare sempre e solo del fappening: erano foto indirizzate al mio fidanzato e quindi private. Non ci vedo nulla di scandaloso".

## Reazioni
L'attrice Lena Dunham ha chiesto su Twitter che le persone non vedessero le foto, sostenendo che così facendo "stai violando queste donne più e più volte. Non va bene." L'attrice Emma Watson ha condannato non solo la fuga di notizie, ma " i commenti di accompagnamento [sui social media] che mostrano una tale mancanza di empatia." Anche gli attori Seth Rogen e Lucas Neff hanno parlato contro gli hacker e le persone che hanno pubblicato le immagini. Justin Verlander, allora lanciatore dei Detroit Tigers, ha detto ai media prima di una partita contro i Cleveland Indians che mantiene la sua vita privata privata e preferirebbe concentrarsi sulla gara dei Tigers con i Kansas City Royals per il titolo centrale di AL piuttosto che essere una distrazione per i suoi compagni di squadra. Gli analisti della sicurezza hanno dichiarato che la violazione avrebbe potuto essere prevenuta attraverso l'uso dell'autenticazione a due fattori, mentre uno scrittore di Forbes ha raccomandato di chiudere completamente la funzione "Photo Stream" di iCloud (che carica automaticamente le foto scattate con un dispositivo iOS sui server iCloud).
In un'intervista al Wall Street Journal, il CEO di Apple Tim Cook ha dichiarato che in risposta alla perdita, la società ha pianificato di adottare ulteriori misure per proteggere la privacy e la sicurezza degli utenti iCloud in futuro. Le notifiche saranno fornite ogni volta che i dati sono ripristinati su un dispositivo tramite iCloud e dopo aver effettuato l'accesso a iCloud tramite un browser Web,  oltre alle notifiche esistenti quando viene cambiata la password iCloud di un utente. Inoltre, Apple amplierà e incoraggerà l'uso dell'autenticazione a due fattori nelle future versioni del suo software e dei suoi sistemi operativi, come l'allora imminente iOS 8. In conclusione, ha sottolineato che "vogliamo fare tutto ciò che possiamo fare per proteggere i nostri clienti, perché siamo indignati se non più di loro".
Jennifer Lawrence ha contattato le autorità e il suo pubblicista ha dichiarato che le autorità avrebbero perseguito chiunque avesse pubblicato immagini trapelate di lei. L'editorialista di Forbes Joseph Steinberg si è chiesto se le reazioni delle forze dell'ordine e dei fornitori di tecnologia indicassero che le celebrità erano trattate in modo diverso dai normali americani, il che, nel caso delle forze dell'ordine, potrebbe essere illegale.
Il 1° Ottobre 2014, Google è stata minacciata con una causa da 100 milioni di dollari dall'avvocato Martin Singer per conto di vittime anonime della fuga di notizie, sostenendo che Google si era rifiutato di rispondere alle richieste di rimozione delle immagini dalle sue piattaforme (tra cui Blogger e YouTube), "[non riuscendo] ad agire rapidamente e responsabilmente per rimuovere le immagini", e "consapevolmente accomodante, facilitando e perpetuando la condotta illegale".
In un'intervista a Vanity Fair, la vittima Jennifer Lawrence ha definito la fuga di notizie un " crimine sessuale "e una" violazione sessuale"; ha aggiunto: "Chiunque abbia guardato quelle foto, stai perpetuando un reato sessuale. Dovresti vergognarti". Questo punto di vista è stato contrastato da un'altra vittima della fuga di notizie, Emily Ratajkowski, che ha detto a GQ: "Un sacco di persone che sono state vittime dell'attacco hacker hanno detto che chiunque guardi queste immagini dovrebbe sentirsi in colpa, ma non penso che sia giusto", e "Non sono sicuro che chiunque le cerchi su Google sia necessariamente un criminale. Penso che le persone che hanno rubato le foto lo siano".